# Slovensko na Letních olympijských hrách 1996
Slovensko na Letních olympijských hrách 1996 reprezentovalo 71 (58 mužů a 13 žen) sportovců.	
- Nejmladší účastník Slovenské republiky: kanoista Michal Martikán (17 let, 71 dní)
- Nejstarší účastník Slovenské republiky: lehký atlet Pavol Blažek (38 let, 18 dní)

## Medaile
| Medaile | Jméno               | Sport             | Disciplína |
| ------- | ------------------- | ----------------- | ---------- |
| Zlato   | Michal Martikán     | Kanoistika        | C1 slalom  |
| Stříbro | Slavomír Kňazovický | Kanoistika        | C1 500 m   |
| Bronz   | Jozef Gönci         | Sportovní střelba |            |

## Seznam všech zúčastněných sportovců
| Číslo | Jméno                | Pohlaví | Věk | Sport                   |
| ----- | -------------------- | ------- | --- | ----------------------- |
| 1     | Jaroslav Žitňanský   | Muž     | 25  | Atletika                |
| 2     | Miroslav Vanko       | Muž     | 23  | Atletika                |
| 3     | Róbert Valíček       | Muž     | 27  | Atletika                |
| 4     | Petr Tichý           | Muž     | 27  | Atletika                |
| 5     | Róbert Štefko        | Muž     | 28  | Atletika                |
| 6     | Roman Mrázek         | Muž     | 34  | Atletika                |
| 7     | Štefan Malík         | Muž     | 30  | Atletika                |
| 8     | Jozef Kucej          | Muž     | 31  | Atletika                |
| 9     | Igor Kováč           | Muž     | 27  | Atletika                |
| 10    | Igor Kollár          | Muž     | 31  | Atletika                |
| 11    | Alica Javadová       | Žena    | 27  | Atletika                |
| 12    | Galina Čisťakovová   | Žena    | 33  | Atletika                |
| 13    | Pavol Blažek         | Muž     | 38  | Atletika                |
| 14    | Štefan Balošák       | Muž     | 23  | Atletika                |
| 15    | Gabriel Križan       | Muž     | 20  | Box                     |
| 16    | Peter Baláž          | Muž     | 22  | Box                     |
| 17    | Semir Pepic          | Muž     | 23  | Judo                    |
| 18    | Marek Matuszek       | Muž     | 23  | Judo                    |
| 19    | Klaudia Kinská       | Žena    | 18  | Sportovní gymnastika    |
| 20    | Pavel Zaduban        | Muž     | 27  | Cyklistika              |
| 21    | Ján Valach           | Muž     | 22  | Cyklistika              |
| 22    | Robert Nagy          | Muž     | 23  | Cyklistika              |
| 23    | Eva Loweová Orvošová | Žena    | 25  | Cyklistika              |
| 24    | Miroslav Lipták      | Muž     | 27  | Cyklistika              |
| 25    | Lenka Ilavská        | Žena    | 24  | Cyklistika              |
| 26    | Peter Hric           | Muž     | 31  | Cyklistika              |
| 27    | Martin Hrbáček       | Muž     | 25  | Cyklistika              |
| 28    | Milan Dvorščík       | Muž     | 26  | Cyklistika              |
| 29    | Peter Bazálik        | Muž     | 21  | Cyklistika              |
| 30    | Roman Vajs           | Muž     | 20  | Kanoistika (slalom)     |
| 31    | Attila Szabó         | Muž     | 30  | Kanoistika (rychlostní) |
| 32    | Roman Štrba          | Muž     | 22  | Kanoistika (slalom)     |
| 33    | Miroslav Stanovský   | Muž     | 25  | Kanoistika (slalom)     |
| 34    | Petr Šoška           | Muž     | 19  | Kanoistika (slalom)     |
| 35    | Ľuboš Šoška          | Muž     | 18  | Kanoistika (slalom)     |
| 36    | Peter Paks           | Muž     | 29  | Kanoistika (rychlostní) |
| 37    | Csaba Orosz          | Muž     | 24  | Kanoistika (rychlostní) |
| 38    | Peter Nagy           | Muž     | 31  | Kanoistika (slalom)     |
| 39    | Juraj Minčík         | Muž     | 19  | Kanoistika (slalom)     |
| 40    | Ján Kubica           | Muž     | 23  | Kanoistika (rychlostní) |
| 41    | Elena Kaliská        | Žena    | 24  | Kanoistika (slalom)     |
| 42    | Juraj Kadnár         | Muž     | 23  | Kanoistika (rychlostní) |
| 43    | Róbert Erban         | Muž     | 24  | Kanoistika (rychlostní) |
| 44    | Gabriela Brosková    | Žena    | 22  | Kanoistika (slalom)     |
| 45    | Slavomír Kňazovický  | Muž     | 29  | Kanoistika (rychlostní) |
| 46    | Michal Martikán      | Muž     | 17  | Kanoistika (slalom)     |
| 47    | Marek Valášek        | Muž     | 23  | Jachting                |
| 48    | Patrik Pollák        | Muž     | 23  | Jachting                |
| 49    | Igor Karvaš          | Muž     | 29  | Jachting                |
| 50    | Jaroslav Ferianec    | Muž     | 25  | Jachting                |
| 51    | Martina Moravcová    | Žena    | 20  | Plavání                 |
| 52    | Miroslav Machovič    | Muž     | 20  | Plavání                 |
| 53    | Natália Kodajová     | Žena    | 27  | Plavání                 |
| 54    | Valentina Popovová   | Žena    | 35  | Stolní tenis            |
| 55    | Vladimír Slamka      | Muž     | 29  | Sportovní střelba       |
| 56    | Ján Fabo             | Muž     | 33  | Sportovní střelba       |
| 57    | Jozef Gönci          | Muž     | 22  | Sportovní střelba       |
| 58    | Radka Zrubáková      | Žena    | 25  | Tenis                   |
| 59    | Katarína Studeniková | Žena    | 23  | Tenis                   |
| 60    | Karol Kučera         | Muž     | 22  | Tenis                   |
| 61    | Ján Krošlák          | Muž     | 21  | Tenis                   |
| 62    | Karina Habšudová     | Žena    | 22  | Tenis                   |
| 63    | Ján Žiška            | Muž     | 25  | Veslování               |
| 64    | Ondřej Hambalek      | Muž     | 22  | Veslování               |
| 65    | Martin Tešovič       | Muž     | 21  | Vzpírání                |
| 66    | Rudolf Lukáč         | Muž     | 26  | Vzpírání                |
| 67    | Jaroslav Jokeľ       | Muž     | 26  | Vzpírání                |
| 68    | Milan Mazáč          | Muž     | 27  | Zápas                   |
| 69    | Jozef Lohyňa         | Muž     | 33  | Zápas                   |
| 70    | Roman Kollár         | Muž     | 21  | Zápas                   |
| 71    | Radion Kertanti      | Muž     | 25  | Zápas                   |